# ارتش سری
ارتش سری (به انگلیسی: Secret Army)، نام یک سریال تلویزیونی معروف از شبکه بی.بی. سی انگلستان و تلویزیون ملی بلژیک یا به اختصار بی.آر. تی (در حال حاضر وی.آر. تی) است که بین سالهای ۱۹۷۷ تا ۱۹۷۹ ساخته شده‌است.
داستان‌های سریال توسط «جرارد گلیستر» - تهیه‌کننده در شبکه بی‌بی‌سی - که زمانی خلبان بوده، بر پایه رویدادهای واقعی آفریده شده‌است.

## خلاصه داستان
داستان ارتش سری مربوط به دوران جنگ جهانی و فعالیت‌های یک گروه نجات در بلژیک است. فعالیت‌های این گروه بیشتر به فراری دادن خلبان‌های بریتانیایی است که هواپیماهایشان در بلژیک سقوط می‌کند. اعضای گروه در بروکسل رستورانی دارند و ظاهراً مهماندارانی گرم برای افسران گشتاپو هستند که بروکسل را در اشغال خود دارند. شماری از اعضای گروه در جریان عملیات و همچنین بمباران‌های زمان جنگ کشته می‌شوند. پس از جنگ مردم شهر با این تصور که گردانندگان رستوران، خودفروخته و دوست افسران گشتاپو بوده‌اند آن‌ها را مورد آزار قرار می‌دهند.

## بازیگران
- برنارد هپتون در نقش «آلبر فوآره»
- آنجلا ریچاردز در نقش «مونیک دوشان»
- کلیفورد رُز در نقش «اشرومبارفورر لودویگ کسلر» («اشرومبارفورر» عنوان یکی از درجه‌های نظامی در ارتش «اس‌اس» و «اس آ» آلمان نازی در زمان هیتلر بود که معادل «سرگرد» در درجات نظامی کنونی در ارتش است. در سریال، این عنوان به صورت «فرمانده» ترجمه شده بود: «فرمانده کسلر»)
- جن فرانسیس در نقش «لیزا (ایوت) کولبر»
- کریستوفر نیم در نقش «ستوان خلبان جان کورتیس»
- مایکل کالور در نقش «سرگرد اروین برانت»
- ژولیت هموند-هیل در نقش «ناتالی شانتران»
- ران پمبر در نقش «آلن مونی»
- والنتین دایل در نقش «دکتر پاسکال کلدرمن»
- استیون یاردلی در نقش «مکس بروکارد»
- ترنس هاردیمن در نقش «سرگرد هانس دیتریش راینهارت»
- هزل مک‌براید در نقش «مادلن دوکلو»
- پال شلی در نقش «سرگرد نیک بردلی»
- رابین لنگفورد در نقش «سرجوخه ویت رنرت»
- نیل دنگلیش در نقش «والنر»
- ماریا چارلز در نقش «لوئیز کولبر»
- جمیز بری در نقش «گستون کولبر»
- آیلین پیج در نقش «آندره فواره»
- تیموتی مورند در نقش «ژاک بول»
- نایجل ویلیامز در نقش «فرانسوا»
- گنار مولر در نقش «هانس فان بروکن»
- ماریان استون در نقش «لنا فان بروکن»
- رالف بیتز در نقش «پل ورکور»
- جان دی. کالینز در نقش «بازرس پال دلون»
- جان کنون در نقش «سرباز آلمانی»
- موریس پری در نقش «میتقی گیساق»
- مری بارکلی در نقش «سوفی شانتال»
- هیلاری مینستر در نقش «هاپمن مولر»
- تریشا کلارک در نقش «ژون‌ویه‌وه»
- دانکن پرستون در نقش «ژاک گوان»
- روث گاور در نقش «مادلن شانتال»
- هتی بینز در نقش «ایو»
- ارنست سی. جننیگز در نقش «پیرمرد»
- فرانک ژارویس در نقش «یکی از اعضا گروه مقاوت بلژیک»
- دیوید لودویگ در نقش «دِیو»
- استفن چیز در نقش «سرهنگ استیون درنفورد»
- سیارل برنکئاردس در نقش «گروهبان تانک»
- پیتر بارک‌ورث در نقش «هیو نویل»
- میکل وین در نقش «راینکه»
- کاتلین بیرون در نقش «مادام سلستی لوکو»
- هری فیلدر در نقش‌های گوناگون (نامش در عنوان‌بندی نیامده)
- کن ماول در نقش «پُل» (نامش در عنوان‌بندی نیامده)